# Canton de Castelsarrasin
Le canton de Castelsarrasin est une circonscription électorale française du département de Tarn-et-Garonne.

## Histoire
Créé au XIXe siècle, le canton disparaît en 1973 à la suite de la création des cantons de Castelsarrasin-1 et Castelsarrasin-2 par décret du 13 juillet 1973.
Un nouveau découpage territorial du département de Tarn-et-Garonne entre en vigueur à l'occasion des premières élections départementales suivant le décret du 27 février 2014. Les conseillers départementaux sont, à compter de ces élections, élus au scrutin majoritaire binominal mixte. Les électeurs de chaque canton élisent au Conseil départemental, nouvelle appellation du Conseil général, deux membres de sexe différent, qui se présentent en binôme de candidats. Les conseillers départementaux sont élus pour 6 ans au scrutin binominal majoritaire à deux tours, l'accès au second tour nécessitant 12,5 % des inscrits au 1er tour. En outre la totalité des conseillers départementaux est renouvelée. Ce nouveau mode de scrutin nécessite un redécoupage des cantons dont le nombre est divisé par deux avec arrondi à l'unité impaire supérieure si ce nombre n'est pas entier impair, assorti de conditions de seuils minimaux. En Tarn-et-Garonne, le nombre de cantons passe ainsi de 30 à 15. Le canton de Castelsarrasin est reconstitué par ce décret.
Le nouveau canton de Castelsarrasin est formé de communes des anciens cantons de Castelsarrasin-1 et Castelsarrasin-2 (4 communes), de Montauban 6e Canton (1 commune) et de Montech (1 commune). Avec ce redécoupage administratif, le territoire du canton s'affranchit des limites d'arrondissements, avec 5 communes incluses dans l'arrondissement de Castelsarrasin et une dans l'arrondissement de Montauban. Le bureau centralisateur est situé à Castelsarrasin.

## Représentation

### Conseillers d'arrondissement (de 1833 à 1940)
Le canton de Castelsarrasin avait deux conseillers d'arrondissement.
| Période                                  | Période      | Identité                                               | Étiquette   | Qualité |
| ---------------------------------------- | ------------ | ------------------------------------------------------ | ----------- | --- |
| 1833                                     | 1836 (décès) | Géraud François Bernard de Carrère-Péchels (1756-1836) |             | Avocat à Castelsarrasin                                                                                     |
| 1836                                     | 1848         | M. Grand                                               |             | Médecin à Castelsarrasin                                                                                    |
|                                          |              |                                                        |             | |
| 1883                                     | 1886         | Guillaume-Jean Aché                                    |             | Maire de Barry-d'Islemade                                                                                   |
| 1886                                     | 1899 (décès) | Raymond Fabre (1826-1899)                              | Républicain | Propriétaire, maire de Meauzac (1893-1899)                                                                  |
| 1899                                     | 1919         | Bernard Belluc                                         | Radical     | Propriétaire à Albefeuille-Lagarde                                                                          |
|                                          |              |                                                        |             | |
| 1901                                     | 1919         | Paul Presseq                                           | Radical     | Maire de Meauzac (1899-1915)                                                                                |
|                                          |              |                                                        |             | |
| 1925                                     | 1940         | M. Serres                                              | Radical     | |
| 1931                                     | 1940         | M. Larroque                                            | Radical     | |
| 1940                                     |              |                                                        |             | Les conseils d'arrondissement ont été suspendus par la loi du 12 octobre 1940 et n'ont jamais été réactivés |
| Les données manquantes sont à compléter. |              |                                                        |             | |

### Conseillers généraux de 1833 à 1973
| Période | Période      | Identité                                     | Étiquette              | Qualité                                                                                  |
| ------- | ------------ | -------------------------------------------- | ---------------------- | ---------------------------------------------------------------------------------------- |
| 1833    | 1836         | Charles Marie Philibert de Saget (1776-1857) | Légitimiste            | Maire de Castel-Sarrasin (1836-1842) Député (1837-1839)                                  |
| 1836    | 1845         | André Lamaletie-Saint-Picard                 |                        | Adjoint au maire de Castel-Sarrasin                                                      |
| 1845    | 1852         | Jean François Léopold Constans cadet         | Républicain            | Avocat à Castel-Sarrasin                                                                 |
| 1852    | 1861         | Louis Anselme Boé                            |                        | Médecin, maire de Castel-Sarrasin (1856-1858)                                            |
| 1861    | 1871         | Pierre Chatinières                           |                        | Avocat et juge de paix à Castel-Sarrasin                                                 |
| 1871    | 1874         | Pierre Flamens (1825-1893)                   | Républicain Socialiste | Avocat - Ancien Préfet du Tarn-et-Garonne Maire de Castelsarrasin (1871-1893)            |
| 1874    | 1880         | Jean Marrou                                  | Droite                 | Maire de Castelsarrasin (1867-1870)                                                      |
| 1880    | 1893 (décès) | Pierre Flamens                               | Républicain            | Maire de Castelsarrasin (1871-1893)                                                      |
| 1894    | 1904         | Barthélemy Descazeaux                        | Rad.                   | Vétérinaire à Castelsarrasin Maire de Cordes-Tolosannes                                  |
| 1904    | 1910         | Armand Gimat                                 | Rad.                   | Maire de Castelsarrasin (1893-1908)                                                      |
| 1910    | 1919         | Jean-Faustin Cayrou                          | Républicain            | Maire de Castelsarrasin (1908-1919)                                                      |
| 1919    | 1940         | Léopold Presseq                              | Rad.                   | Industriel - Maire de Meauzac (1919-1943) Sénateur (1935-1940)                           |
|         |              |                                              |                        |                                                                                          |
| 1945    | 1973         | Adrien Alary                                 | SFIO puis PS           | Agent d'assurances Maire de Castelsarrasin (1941-1977) Vice-Président du Conseil général |

### Conseillers départementaux depuis 2015
| Période élective | Période élective | Mandat | Mandat   | Identité              | Nuance | Nuance | Qualité |
| ---------------- | ---------------- | ------ | -------- | --------------------- | ------ | ------ | --- |
| 2015             | 2021             | 2015   | 2021     | Jean-Philippe Bésiers |        | DVC    | Gérant de société, maire de Castelsarrasin Ancien conseiller général du Canton de Castelsarrasin-1 (2011-2015) 5ème Vice-Président du Conseil départemental |
| 2015             | 2021             | 2015   | 2021     | Véronique Colombié    |        | DVC    | Salariée agricole, maire de Labastide-du-Temple (2020-2022)                                                                                                 |
| 2021             | 2028             | 2021   | en cours | Jean-Philippe Bésiers |        | DVC    | Maire de Castelsarrasin |
| 2021             | 2028             | 2021   | en cours | Véronique Colombié    |        | DVC    | Maire de Labastide-du-Temple (2020-2022) |

### Résultats détaillés

#### Élections de mars 2015
À l'issue du 1er tour des élections départementales de 2015, deux binômes sont en ballottage : Jean-Philippe Besiers et Véronique Colombie (DVG, 37,42 %) et Rudy Bonnel et Viridiana Soustre (FN, 30,6 %). Le taux de participation est de 55,52 % (7 797 votants sur 14 043 inscrits) contre 58,89 % au niveau départemental et 50,17 % au niveau national.
Au second tour, Jean-Philippe Besiers et Véronique Colombie (DVG) sont élus avec 61,05 % des suffrages exprimés et un taux de participation de 56,93 % (4 558 voix pour 7 995 votants et 14 043 inscrits).

#### Élections de juin 2021
Le premier tour des élections départementales de 2021 est marqué par un très faible taux de participation (33,26 % au niveau national). Dans le canton de Castelsarrasin, ce taux de participation est de 34,85 % (4 919 votants sur 14 113 inscrits) contre 40,22 % au niveau départemental. À l'issue de ce premier tour, deux binômes sont en ballottage : Jean-Philippe Besiers et Veronique Colombie (DVC, 50,5 %) et André Angles et Sabine Beorchia (LR, 38,46 %).
Le second tour des élections est marqué une nouvelle fois par une abstention massive équivalente au premier tour. Les taux de participation sont de 34,36 % au niveau national, 41,75 % dans le département et 37,58 % dans le canton de Castelsarrasin. Jean-Philippe Besiers et Veronique Colombie (DVC) sont élus avec 57,93 % des suffrages exprimés (2 854 voix pour 5 303 votants et 14 113 inscrits),,. 

## Composition

### Composition avant 1973
Avant sa scission, le canton de Castelsarrasin est composé de six communes entières :
- Castelsarrasin (chef-lieu),
- Albefeuille-Lagarde,
- Barry-d'Islemade,
- Les Barthes,
- Labastide-du-Temple,
- Meauzac.

### Composition depuis 2015
Le nouveau canton de Castelsarrasin comprend six communes entières.
| Nom                                    | Code Insee | Intercommunalité          | Superficie (km2) | Population (dernière pop. légale) | Densité (hab./km2) | Modifier                                    |
| -------------------------------------- | ---------- | ------------------------- | ---------------- | --------------------------------- | ------------------ | ------------------------------------------- |
| Castelsarrasin (bureau centralisateur) | 82033      | CC Terres des Confluences | 76,77            | 14 335 (2022)                     | 187                | modifier les données · modifier les données |
| Barry-d'Islemade                       | 82011      | CC du Pays de Lafrançaise | 11,35            | 931 (2022)                        | 82                 | modifier les données · modifier les données |
| Les Barthes                            | 82012      | CC du Pays de Lafrançaise | 8,20             | 586 (2022)                        | 71                 | modifier les données · modifier les données |
| Labastide-du-Temple                    | 82080      | CC du Pays de Lafrançaise | 10,92            | 1 137 (2022)                      | 104                | modifier les données · modifier les données |
| Meauzac                                | 82108      | CC du Pays de Lafrançaise | 11,77            | 1 464 (2022)                      | 124                | modifier les données · modifier les données |
| La Ville-Dieu-du-Temple                | 82096      | CC Terres des Confluences | 26,16            | 3 305 (2022)                      | 126                | modifier les données · modifier les données |
| Canton de Castelsarrasin               | 8203       |                           | 145,17           | 21 758 (2022)                     | 150                | modifier les données                        |

## Démographie
En 2022, le canton comptait 21 758 habitants, en évolution de +3,11 % par rapport à 2016 (Tarn-et-Garonne : +3,12 %, France hors Mayotte : +2,11 %).
| 2013   | 2018   | 2022   |
| ------ | ------ | ------ |
| 20 775 | 21 088 | 21 758 |